# Форестье, Амеде
Шарль Амеде Форестье (фр. Charles Amédée Forestier; иногда ошибочно: А. Форестер; 1854[…], Париж — 18 ноября 1930[…] или 14 ноября 1930, Далуич) — французский художник, большую часть карьеры работавший в Великобритании.

## Биография
Родился в 1854 году в Париже. Учился там же, в Высшей школе изящных искусств у Анри Лемана. Не позднее 1882 года Форестье переехал в Лондон, где начал работать штатным художником в журнале «The Illustrated London News», а затем и в журнале «The Windsor Magazine».
Творческие интересы Форестье как художника были разнообразны. Помимо журналов, он иллюстрировал книги о путешествиях, выходившие в издательстве «A&C Black», и создал иллюстрации к нескольким художественным романам таких авторов, как Уолтер Безант. Он работал как станковый живописец, создавая портреты, жанровые и исторические сцены; кроме того, рисовал карикатуры и короткие юмористические комиксы; писал пейзажи, портреты и жанровые сцены акварелью.
Однако сегодня Форестье наиболее часто вспоминают в связи с иллюстрациями для исторических, археологических и антропологических публикаций. Так, им была создана серия иллюстраций, изображающих сцены повседневной жизни деревни железного века, раскопанной археологами неподалёку от современного города Гластонбери. Иллюстрации Форестье были опубликованы в «The Illustrated London News» и надолго сформировали у британской аудитории представление о быте и внешнем виде людей Железного века. Аналогичным образом, некоторые иллюстрации Форестье, посвящённые Шумеру и Древнему Риму, время от времени воспроизводятся в соответствующих изданиях до сих пор.
Форестье подходил к своей работе исторического и «палеоиллюстратора» максимально тщательно, насколько это в принципе позволяли имевшиеся тогда научные данные. Он консультировался с учёными-археологами, которые создавали подробные подписи для его рисунков, посещал музеи для того, чтобы срисовать их экспонаты с натуры. В 1928 году он опубликовал книгу «The Roman Soldier» («Древнеримский солдат»), снабдив её многочисленными собственными рисунками.
В 1920-х годах Форестье, в сотрудничестве с учёным Графтоном Эллиотом Смитом, публиковал на страницах «The Illustrated London News» художественные реконструкции внешнего вида предков человека. Эти изображения палеоантропов, несмотря на множество погрешностей (с сегодняшней точки зрения), всё же являются шагом к современным представлениям о них.
Скончался Форестье в 1930 году в Лондоне.

## Галерея

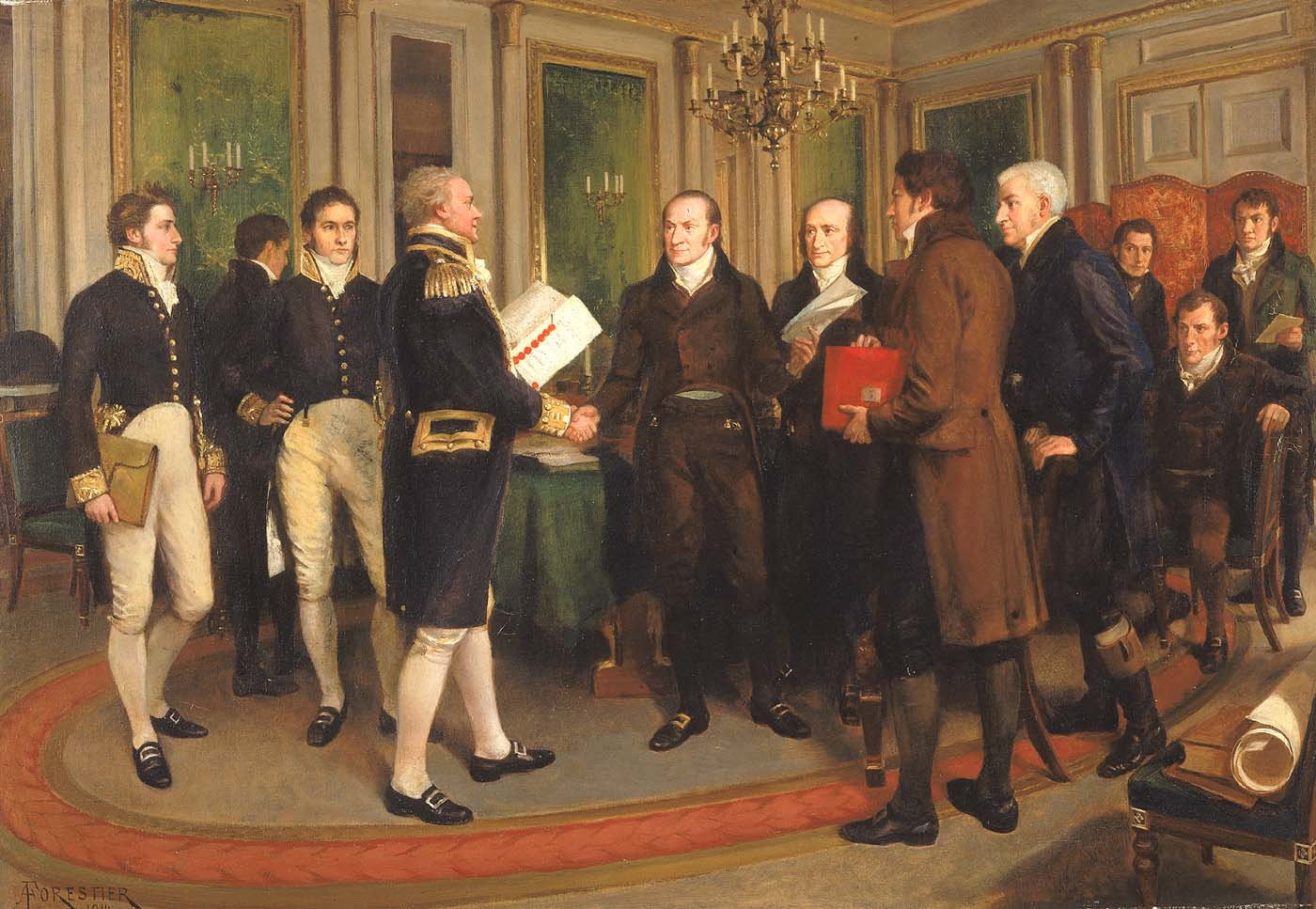
Гентский договор
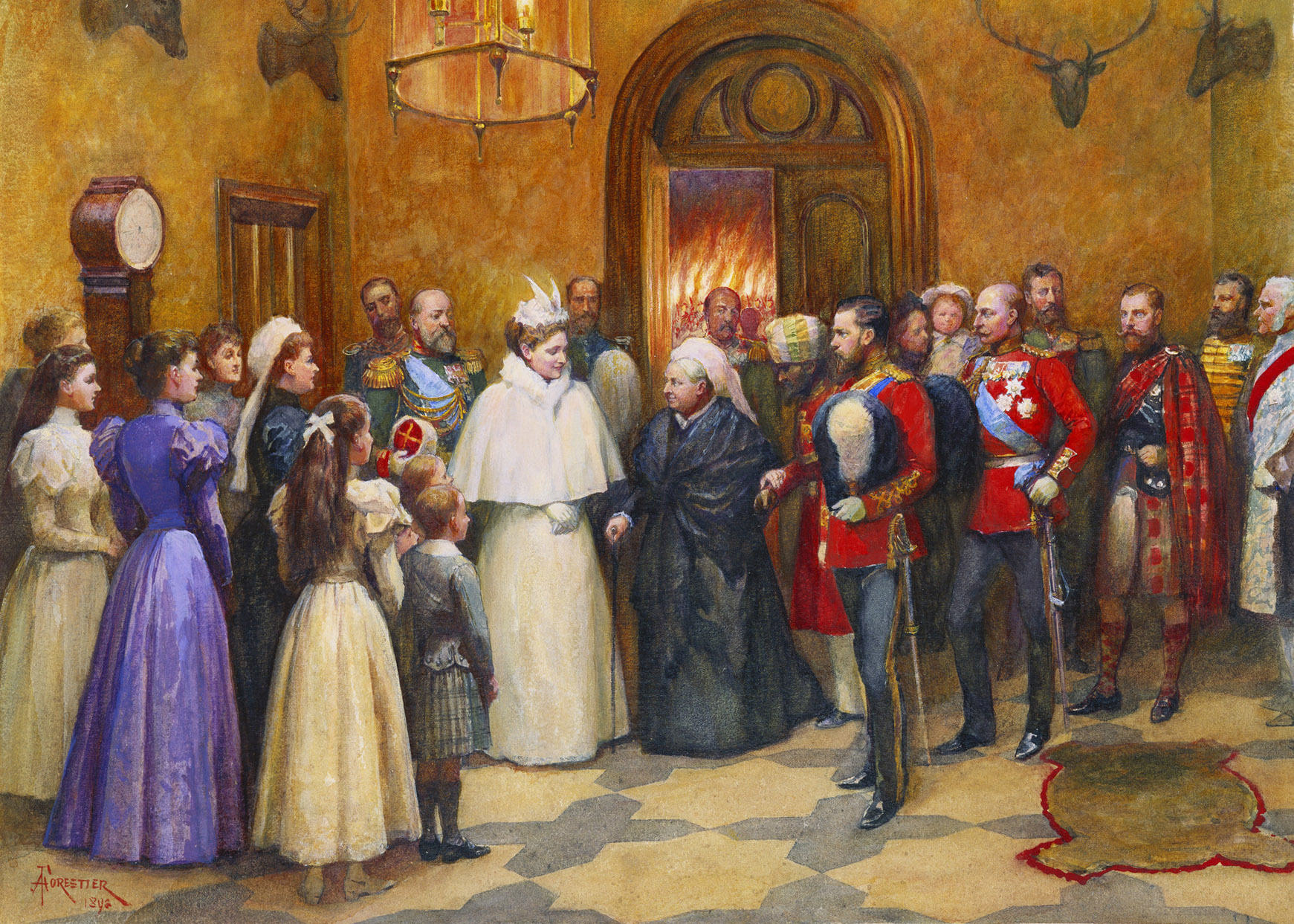
Русский император Николай II и императрица Александра Фёдоровна в гостях у королевы Виктории в замке Балморал
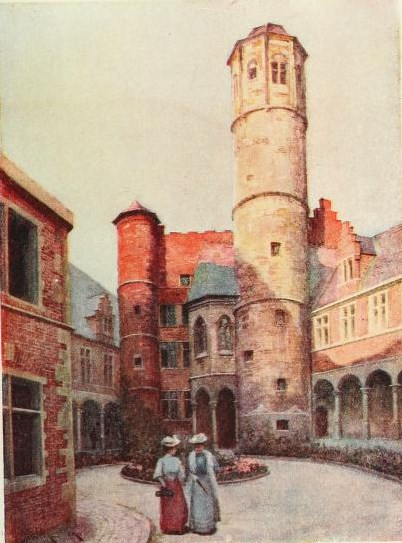
Средневековые постройки в городе Генте
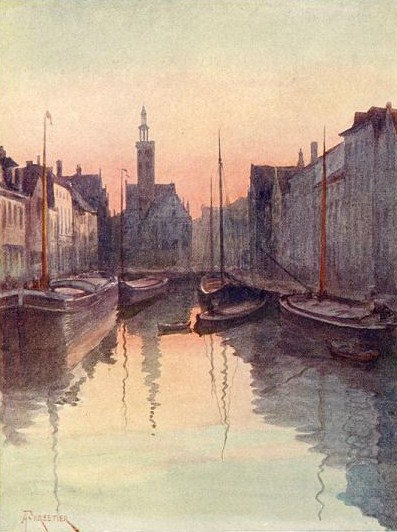
Вид на Брюгге
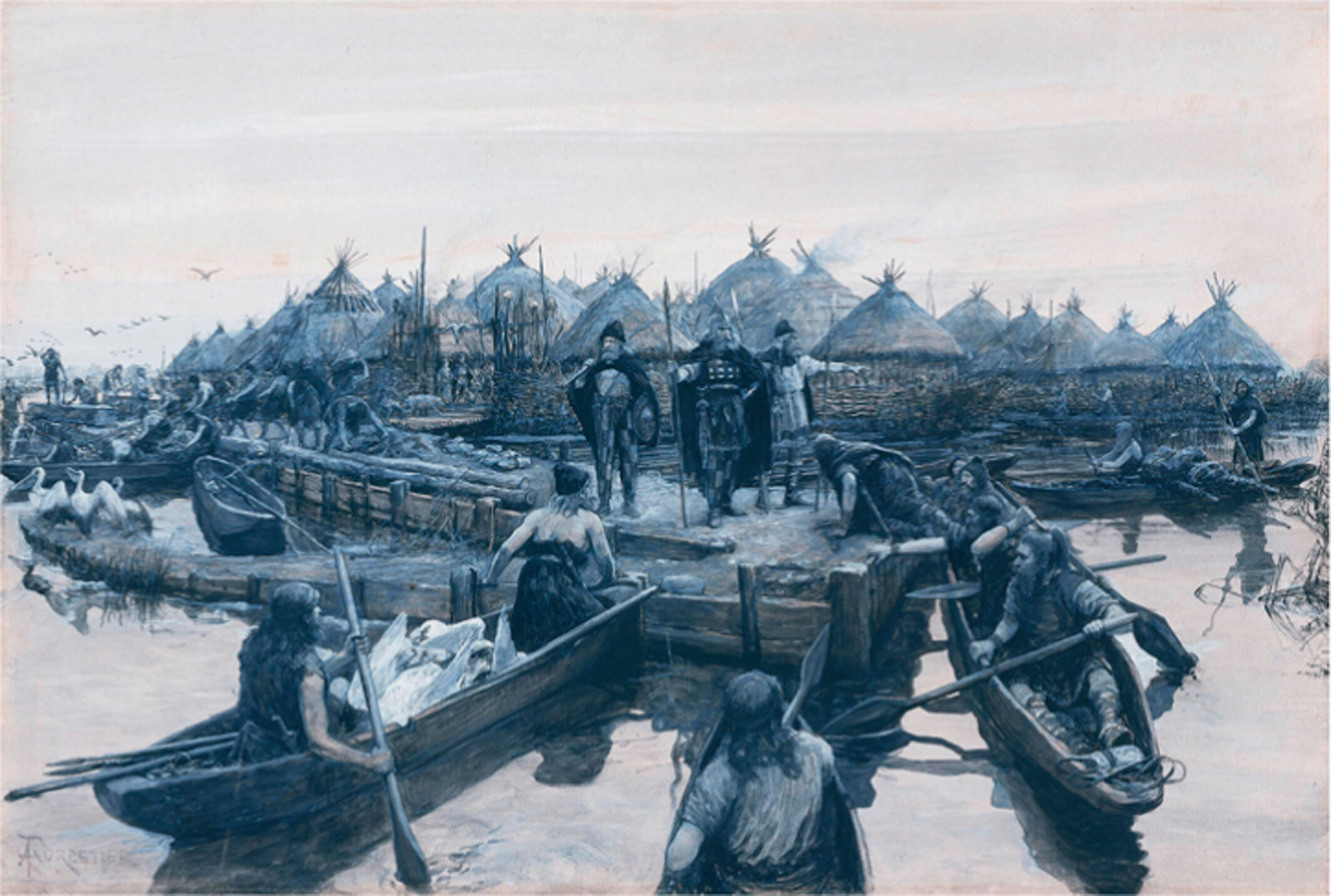
Деревня Железного века в Гластонбери.
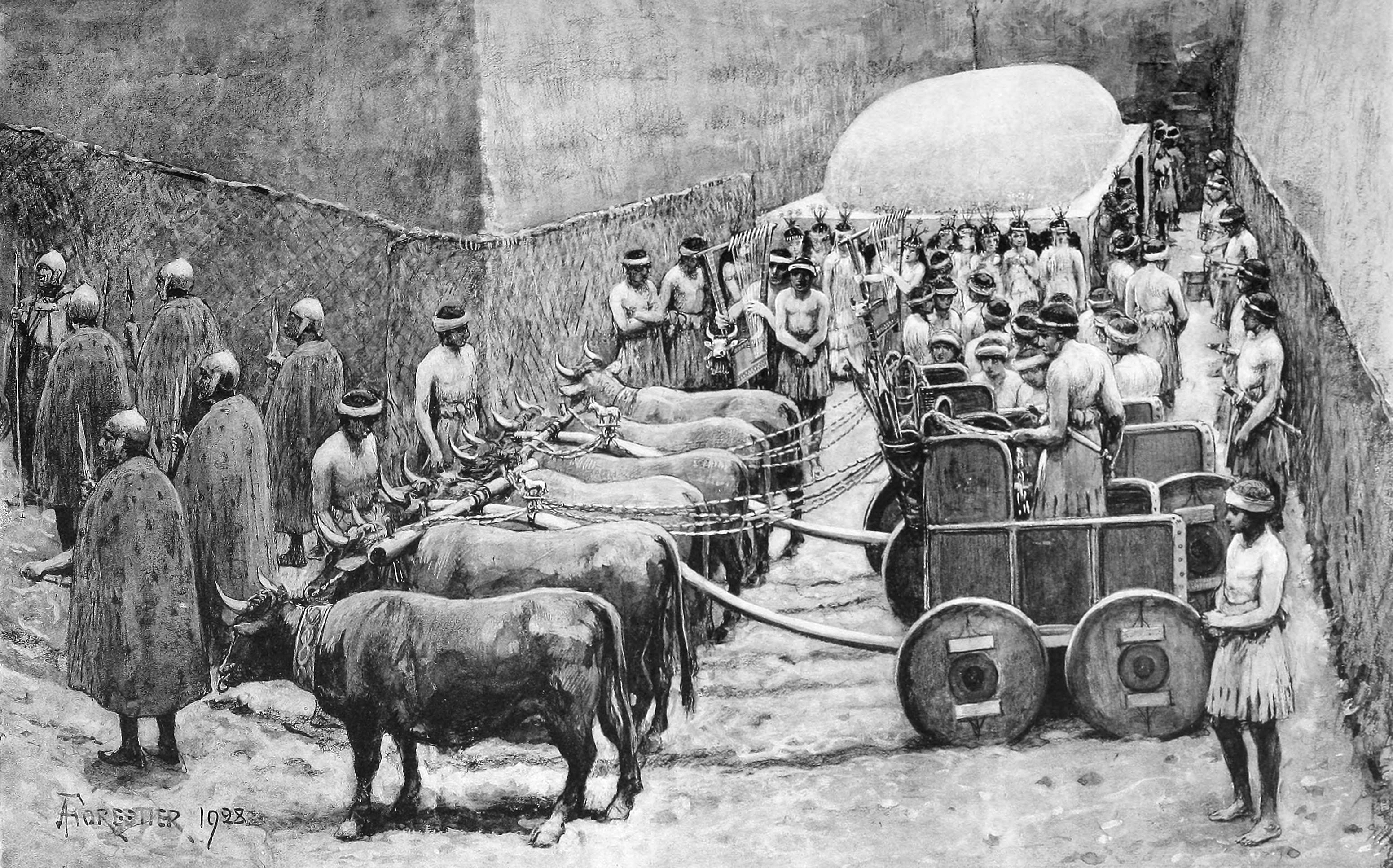
Погребальная процессия в Уре, Шумер
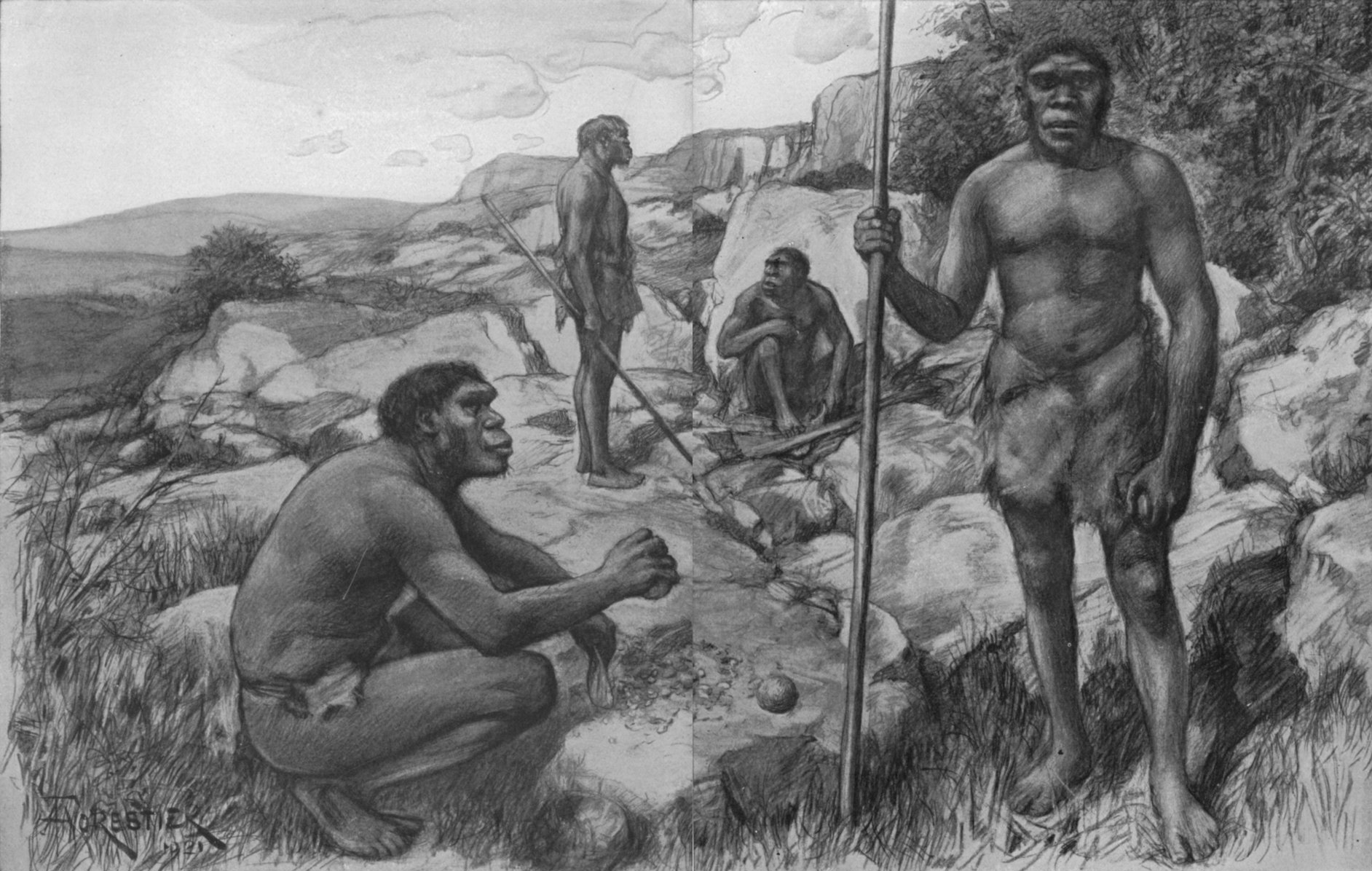
Палеоантропы из Родезии
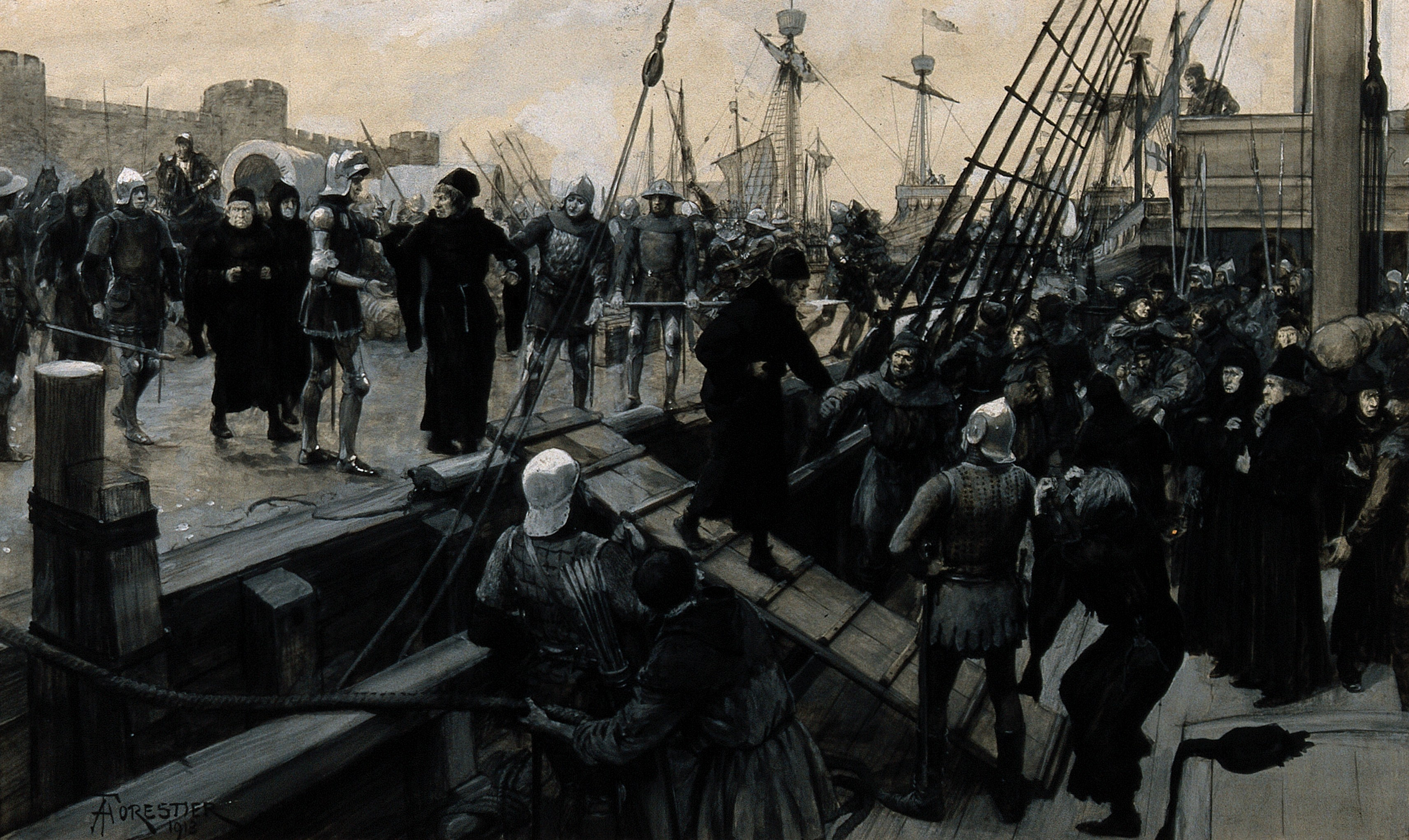
Эпизод Столетней войны
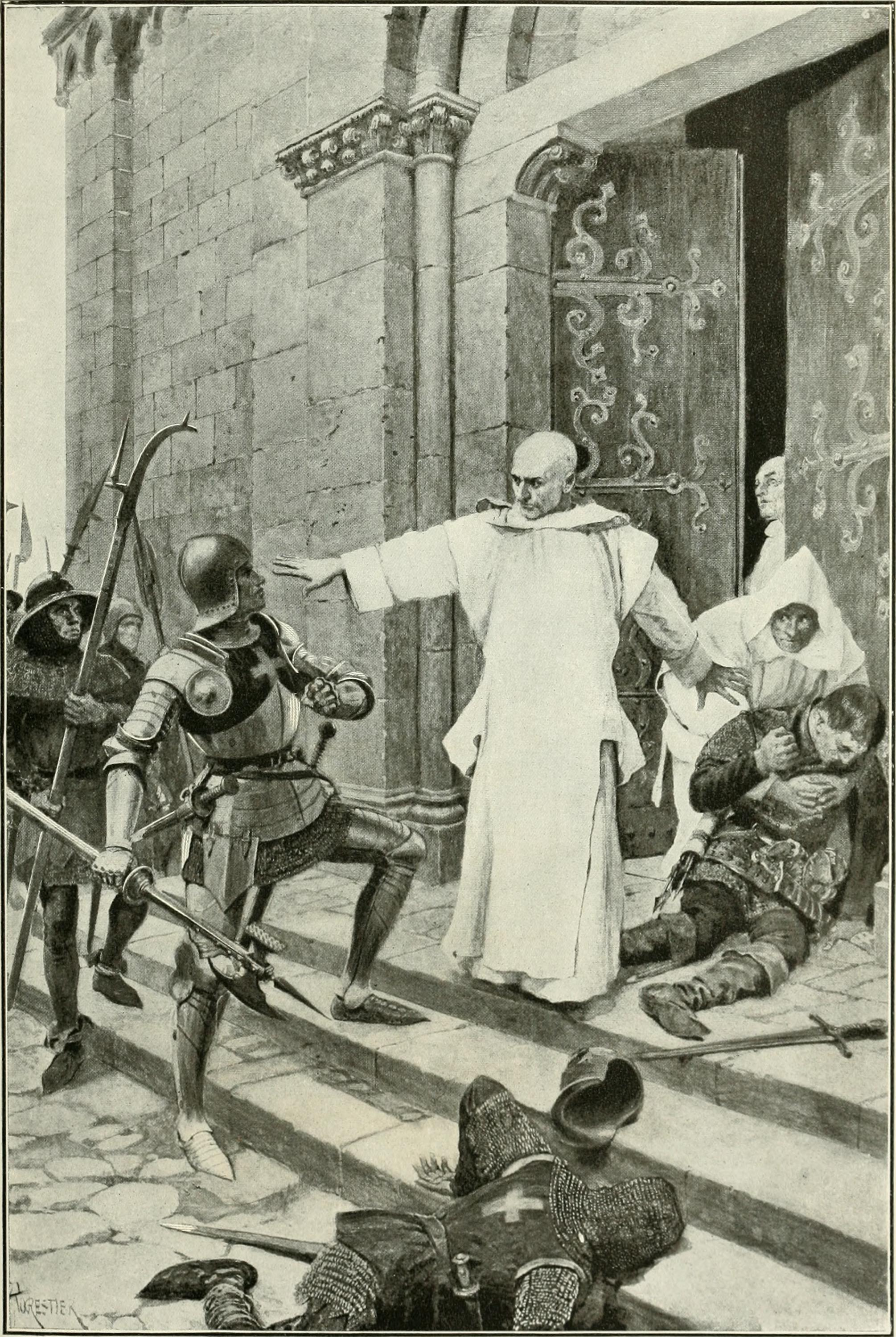
Эпизод из истории Средних веков
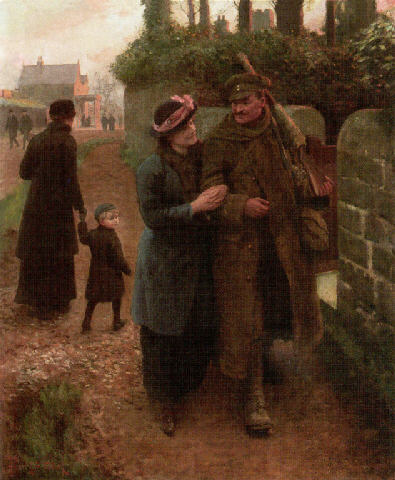
Солдат, вернувшийся с войны
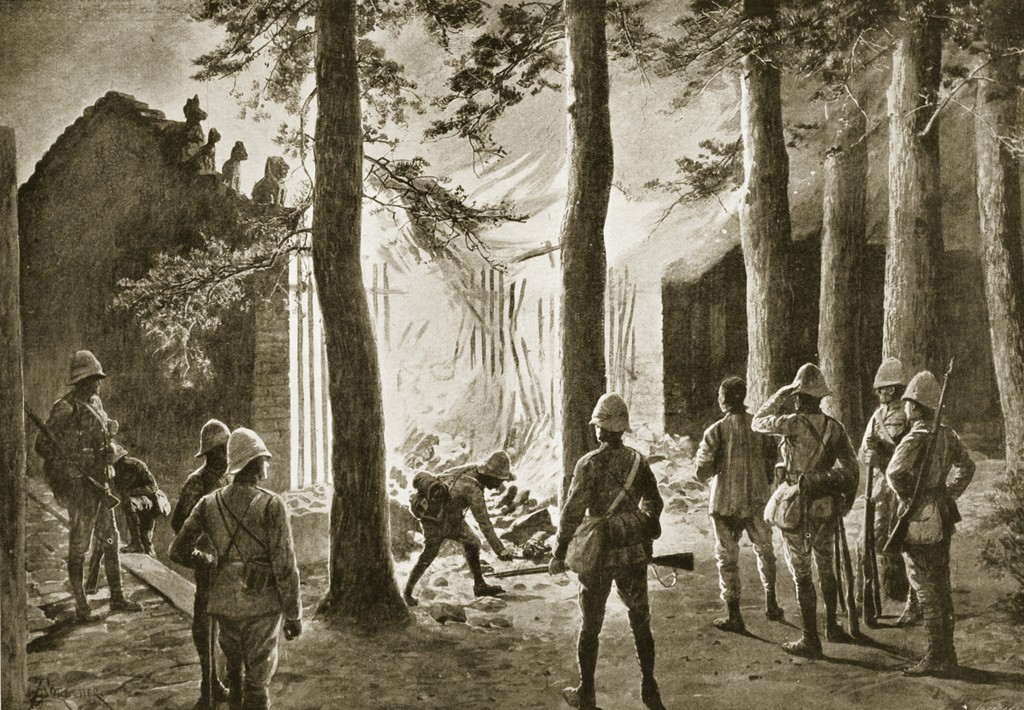
Эпизод подавления Боксёрского восстания в Китае
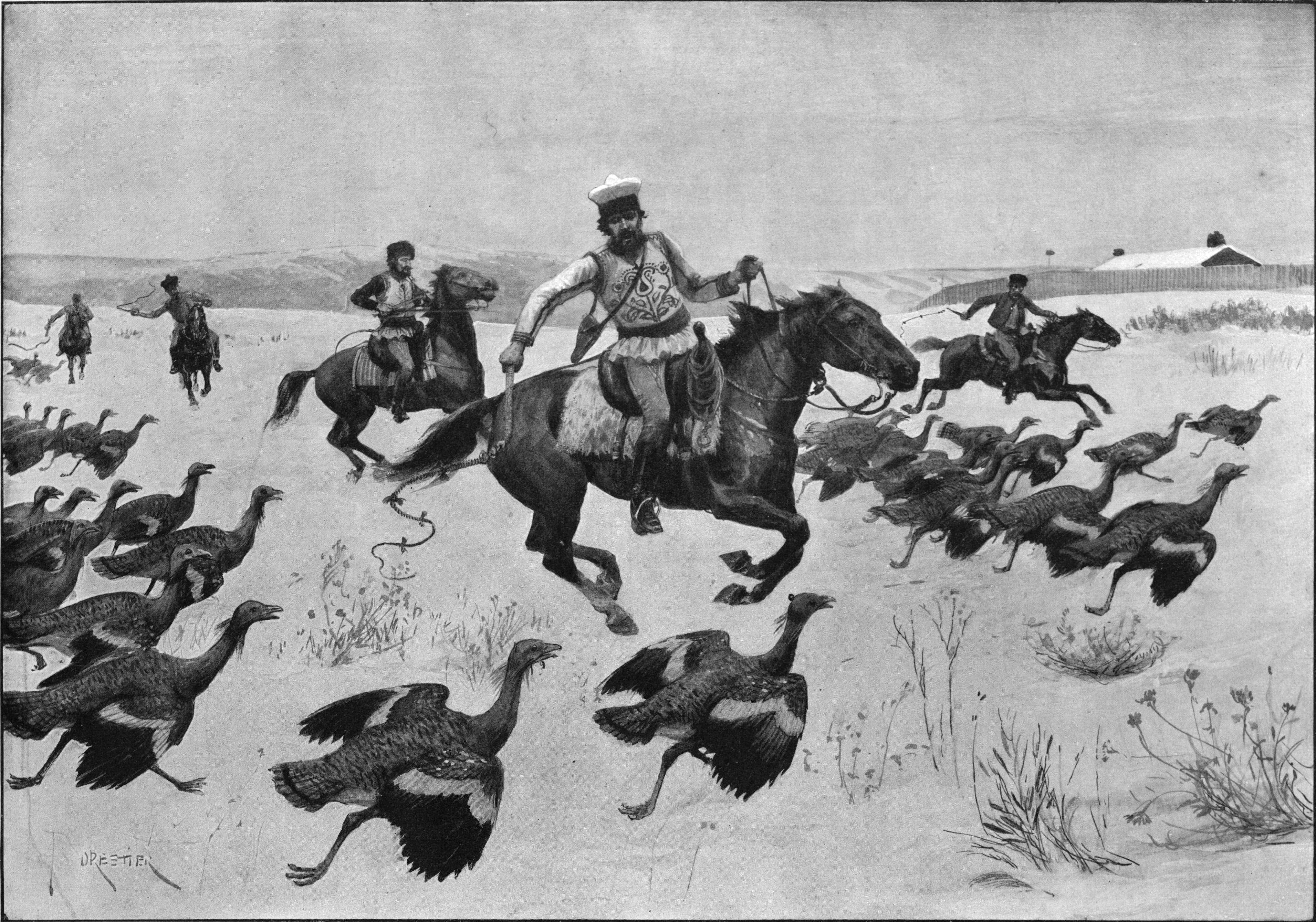
Охота на дроф в Румынии